# Joseph Maichelbeck
Joseph Maichelbeck   (Reichenau, 14 de març de 1708 - Dillingen an der Donau, 10 de maig de 1759), grafies alternatives Maichelbek, Maichelböck, Maichlböck, Meichelböckh, Meichelpeck, fou un compositor, pintor de la cort i poeta de la cort.

## Treballs escènic
- Samaritanus Marianus (15 de maig de 1735 Augsburg, Sant Salvador)
- Cussero, fill rebel del rei mogol Selymj, Tragèdia (2 de setembre de 1735 Augsburg, Sant Salvador)
- Florida, Pastorella (1738 Dillingen)
- In sole posuit tabernaculum suum, Singspiel (18 d'agost de 1740 Dillingen)
- Orci fraus a Marianos clientes irritale (10 de novembre de 1743 Dillingen)
- Maria exhilatrix (1744 Dillingen)
- Epaminondas (1747 Eichstätt)

Pel lloc de naixement i la coincidència de dades podria ser que fos germà del també músic Franz Anton Maichelbeck.